# Efferia apache
Efferia apache este o specie de muște din genul Efferia, familia Asilidae, descrisă de Wlicox în anul 1966. Conform Catalogue of Life specia Efferia apache nu are subspecii cunoscute.